# 長祿
長祿是日本的年號之一。在康正之後，寬正之前。指1457年到1461年的期間。這個時代的天皇是後花園天皇。室町幕府的將軍是足利義政。

## 改元
- 康正3年9月28日（陽曆1457年10月16日） 改元为长禄。
- 長祿4年12月21日（陽曆1461年2月1日） 改元為寬正。

## 出典
出自『韓非子』的「其建生也長、持祿也久」。

## 長祿年間要事
- 元年4月8日（1457年） - 太田道灌在武藏國荏原郡櫻田鄉築江戶城。

### 出生
- 2年11月20日（1458年） - 尼子經久、戰國武將（天文10年逝世）

### 逝世
- 3年今參局（足利義政乳母）、清嚴正徹、甲斐常治

## 西元對照表
| 長祿 | 元年   | 2年    | 3年    | 4年    |
| ---- | ------ | ------ | ------ | ------ |
| 西曆 | 1457年 | 1458年 | 1459年 | 1460年 |
| 干支 | 丁丑   | 戊寅   | 己卯   | 庚辰   |

## 相關項目
| 前一年號： 康正 | 日本年號 | 下一年號： 寬正 |